# Episodi di Black Lightning (prima stagione)
La prima stagione della serie televisiva Black Lightning  è stata trasmessa negli Stati Uniti d'America dal 16 gennaio al 17 aprile 2018 sul canale The CW.
In Italia la stagione viene pubblicata con cadenza settimanale su Netflix dal 23 gennaio al 24 aprile 2018, sette giorni dopo la messa in onda statunitense.
| n° | Titolo originale                                               | Titolo italiano                                             | Prima TV USA     | Prima TV Italia  |
| -- | -------------------------------------------------------------- | ----------------------------------------------------------- | ---------------- | ---------------- |
| 1  | The Resurrection                                               | La Resurrezione                                             | 16 gennaio 2018  | 23 gennaio 2018  |
| 2  | Lawanda: The Book of Hope                                      | LaWanda: Il Libro della Speranza                            | 23 gennaio 2018  | 30 gennaio 2018  |
| 3  | Lawanda: The Book of Burial                                    | LaWanda: Il Libro della Sepoltura                           | 30 gennaio 2018  | 6 febbraio 2018  |
| 4  | Black Jesus                                                    | Gesù Nero                                                   | 6 febbraio 2018  | 13 febbraio 2018 |
| 5  | And then the Devil brought the Plague: The Book of Green Light | E poi il Diavolo portò la Peste: Il Libro della Green Light | 13 febbraio 2018 | 20 febbraio 2018 |
| 6  | Three Sevens: The Book of Thunder                              | Tre sette: Il libro di Thunder                              | 27 febbraio 2018 | 6 marzo 2018     |
| 7  | Equinox: The Book of Fate                                      | Equinozio: Il libro del destino                             | 6 marzo 2018     | 13 marzo 2018    |
| 8  | The Book of Revelations                                        | Il libro della rivelazione                                  | 13 marzo 2018    | 20 marzo 2018    |
| 9  | The Book of Little Black Lies                                  | Il libro delle piccole bugie nere                           | 20 marzo 2018    | 27 marzo 2018    |
| 10 | Sins of the Father: The Book of Redemption                     | I peccati del padre: Il libro della redenzione              | 27 marzo 2018    | 3 aprile 2018    |
| 11 | Black Jesus: The Book of Crucifixion                           | Gesù nero: Il libro della crocifissione                     | 3 aprile 2018    | 10 aprile 2018   |
| 12 | The Resurrection and the Light: The Book of Pain               | La resurrezione e la vita: Il libro del dolore              | 10 aprile 2018   | 17 aprile 2018   |
| 13 | Shadow of Death: The Book of War                               | L'ombra della Morte: Il Libro della Guerra                  | 17 aprile 2018   | 24 aprile 2018   |

## La Resurrezione
- Titolo originale: The Resurrection
- Diretto da: Salim Akil
- Scritto da: Salim Akil

## LaWanda: Il Libro della Speranza
- Titolo originale: Lawanda: The Book of Hope
- Diretto da: Oz Scott
- Scritto da: Salim Akil

## LaWanda: Il Libro della Sepoltura
- Titolo originale: Lawanda: The Book of Burial
- Diretto da: Mark Tonderai
- Scritto da: Jan Nash

## Gesù Nero
- Titolo originale: Black Jesus
- Diretto da: Michael Schultz
- Scritto da: Pat Charles

## E poi il Diavolo portò la Peste: Il Libro della Green Light
- Titolo originale: And then the Devil brought the Plague: The Book of Green Light
- Diretto da: Rose Troche
- Scritto da: Adam Giaudrone

## Tre sette: Il libro di Thunder
- Titolo originale: Three Sevens: The Book of Thunder
- Diretto da: Benny Boom
- Scritto da: Charles Holland

## Equinozio: Il libro del destino
- Titolo originale: Equinox: The Book of Fate
- Diretto da: Bille Woodruff
- Scritto da: Lamont Magee

## Il libro della rivelazione
- Titolo originale: The Book of Revelations
- Diretto da: Tanya Hamilton
- Scritto da: Jan Nash

## Il libro delle piccole bugie nere
- Titolo originale: The Book of Little Black Lies
- Diretto da: Tawnia McKernan
- Scritto da: Keli Goff

## I peccati del padre: Il libro della redenzione
- Titolo originale: Sins of the Father: The Book of Redemption
- Diretto da: Eric Laneuville
- Scritto da: Pat Charles

## Gesù nero: Il libro della crocifissione
- Titolo originale: Black Jesus: The Book of Crucifixion
- Diretto da: Michael Schultz
- Scritto da: Melora Rivera

## La resurrezione e la vita: Il libro del dolore
- Titolo originale: The Resurrection and the Light: The Book of Pain
- Diretto da: Oz Scott
- Scritto da: Jan Nash e Adam Giaudrone

## L'ombra della Morte: Il Libro della Guerra
- Titolo originale: Shadow of Death: The Book of War
- Diretto da: Salim Akil
- Scritto da: Charles D. Holland